# Episodi di Speciale Scooby (seconda stagione)
Lista degli episodi della seconda stagione di Speciale Scooby.
| Nº    | Titolo                             | Titolo originale               | Prima TV originale | Guest Star           |
| ----- | ---------------------------------- | ------------------------------ | ------------------ | -------------------- |
| 01/17 | Il mistero dell'isola dei fantasmi | The Mystery of Haunted Island  | 8 settembre 1973   | Harlem Globetrotters |
| 02/18 | Show boat con fantasmi             | The Haunted Showboat           | 15 settembre 1973  | Josie e le Pussycats |
| 03/19 | Scooby-Doo incontra Jeannie        | Mystery in Persia              | 22 settembre 1973  | Jeannie e Babu       |
| 04/20 | La gara di beneficenza             | The Spirit Spooked Sports Show | 29 settembre 1973  | Tim Conway           |
| 05/21 | Scooby lo sterminatore             | The Exterminator               | 6 ottobre 1973     | Don Adams            |
| 06/22 | Il vento di mezzanotte             | The Weird Winds of Winona      | 13 ottobre 1973    | Speed Buggy          |
| 07/23 | La fabbrica di caramelle           | The Haunted Candy Factory      | 20 ottobre 1972    | Cass Elliot          |
| 08/24 | Scooby-Doo incontra Dick Van Dyke  | The Haunted Carnival           | 27 ottobre 1972    | Dick Van Dyke        |

## Il mistero dell'isola dei fantasmi
- Titolo originale: The Mystery of Haunted Island
- Regia: William Hanna, Joseph Barbera
- Sceneggiatura: Jack Mendelsohn, Tom Dagenais, Norman Maurer, Larz Bourne, Woody Kling, Sid Morse

### Trama
(Presentazione della guest-star nei titoli di testa)
Quando provano a fare una crociera picnic, la banda e gli Harlem Globetrotters vengono indotti con l'inganno ad andare su l'isola dei picnic. Presto si imbattono in un mistero che tiene tutti svegli, il quale si scoprirà essere gli allenatori della squadra avversaria degli Harlem Globetrotters, gli Scorpions.
- Mostro: fantasmi incapucciati/Scorpions.
- Guest star: Scatman Crothers (Meadowlark Lemon), Stu Gilliam (Curly Neal), Eddie Anderson (Bobby Joe "BJ" Mason), Johnny Williams ("Geese" Ausbie), Richard Elkins (J.C. Gip Gipson), Robert DoQui (Pablo Robertson).

## Show boat con fantasmi
- Titolo originale: The Haunted Showboat
- Regia: William Hanna, Joseph Barbera
- Sceneggiatura: Jack Mendelsohn, Tom Dagenais, Norman Maurer, Larz Bourne, Woody Kling, Sid Morse

### Trama
(Presentazione della guest-star nei titoli di testa)
Durante un temporale, mentre sono diretti al festival di Tom Sawyer, la banda si perde sul fiume Mississippi, lungo il confine tra l'Illinois e il Missouri, e finisce per rimanere bloccata su un molo vicino a un vecchio battello da esposizione infestato dai fantasmi, il Dixie Queen, dove incontrano Josie e le Pussycats.
- Capitano Scavenger o Canaby/Jack Canna, Indiano Joe/compagno di Jack.
- Guest star: Janet Waldo (Josie McCoy), Jackie Joseph (Melody Valentine), Barbara Pariot (Valerie Brown), Casey Kasem (Alexander Cabot III), Jerry Dexter (Alan M. Mayberry), Sherry Alberoni (Alexandra Cabot)

## Scooby-Doo incontra Jeannie
- Titolo originale: Mystery in Persia
- Regia: William Hanna, Joseph Barbera
- Sceneggiatura: Jack Mendelsohn, Tom Dagenais, Norman Maurer, Larz Bourne, Woody Kling, Sid Morse

### Trama
(Presentazione della guest-star nei titoli di testa)
Jeannie porta con sé la Mystery, Inc. per un viaggio nel tempo per aiutarla a fermare il piano del malvagio Djinn Jadal, il quale ha intenzione di impedire l'incoronazione di un giovane principe come sultano.
- Mostro: Jadal il malvagio Djinn (in combutta con lo zio Abdullah).

- Guest star: Julie McWhirter (Jeannie), Joe Besser (Babu).

## La gara di beneficenza
- Titolo originale: The Spirit Spooked Sports Show
- Regia: William Hanna, Joseph Barbera
- Sceneggiatura: Jack Mendelsohn, Tom Dagenais, Norman Maurer, Larz Bourne, Woody Kling, Sid Morse

### Trama
(Presentazione della guest-star nei titoli di testa)
Tornando al vecchio liceo di Velma, la banda incontra l'allenatore, Tim Conway, che sta per perdere il lavoro se non riescono aiutarlo ad liberare la scuola dal fantasma Fireball McFain di un ex atleta.
- Mostro:  Fireball McFain/Jesse Finster e il fratello gemello del signor Griffith.
- Guest star: Tim Conway.

## Scooby lo sterminatore
- Titolo originale: The Exterminator
- Regia: William Hanna, Joseph Barbera
- Sceneggiatura: Jack Mendelsohn, Tom Dagenais, Norman Maurer, Larz Bourne, Woody Kling, Sid Morse

### Trama
(Presentazione della guest-star nei titoli di testa)
Don Adams lavora come disinfestatore di insetti che è stato incaricato dalla banca di sterminare gli insetti nella casa del vecchio regista, Lorne Chumley. Il maggiordomo di Chumley cerca di convincere la gang e Don Adams ad andarsene, ma Adams non si farà scoraggiare, nonostante molte cose strane accadano in casa.
- Mostro: varie creature/Lorne Chumley e Otto.
- Guest star: Don Adams.

## Il vento di mezzanotte
- Titolo originale: The Weird Winds of Winona
- Regia: William Hanna, Joseph Barbera
- Sceneggiatura: Jack Mendelsohn, Tom Dagenais, Norman Maurer, Larz Bourne, Woody Kling, Sid Morse

### Trama
(Presentazione della guest-star nei titoli di testa)
Mentre si recano all'Oceanside Auto Rally, la gang trascorre la notte nella città di Winona, recentemente deserta. Al mattino incontrano Speed Buggy e i suoi amici, ed insieme cercano di determinare da dove provengono i venti impetuosi e carichi di pericolo.
- Mostro: I creatori del vento/Mr. P.J. Peabody e tre scagnozzi.
- Guest star: Mel Blanc e Frank Welker (Speed Buggy), Arlene Golonka (Debbie), Michael Bell (Mark), Phil Luther, Jr. (Tinker).

## La fabbrica di caramelle
- Titolo originale: The Haunted Candy Factory
- Regia: William Hanna, Joseph Barbera
- Sceneggiatura: Jack Mendelsohn, Tom Dagenais, Norman Maurer, Larz Bourne, Woody Kling, Sid Morse

### Trama
(Presentazione della guest-star nei titoli di testa)
I ragazzi trovano un messaggio e una chiave in una tavoletta di cioccolato appartenente alla Sugar Plum Candy Factory, recentemente acquistata da Cass Elliot (cantante dei The Mamas & the Papas). Quando il suo guardiano scompare e le masse verdi sono in libertà, i ragazzi della Mystery Inc. scoprono numerosi di misteri.
- Mostro:  Masse verdi/Mr. Crink e Sterling Smith.
- Guest star: Cass Elliot.

## Scooby-Doo incontra Dick Van Dyke
- Titolo originale: The Haunted Carnival
- Regia: William Hanna, Joseph Barbera
- Sceneggiatura: Jack Mendelsohn, Tom Dagenais, Norman Maurer, Larz Bourne, Woody Kling, Sid Morse

### Trama
(Presentazione della guest-star nei titoli di testa)
Quando nessuno si presenta al suo luna park, Dick Van Dyke chiede aiuto ai ragazzi della Mystery Inc. per rintracciare il fantasma di un uomo forzuto che sta spaventando i suoi clienti.
- Mostro: uomo forzuto/Marvel mascherato.
- Guest star: Dick Van Dyke.